# Jorge Singh

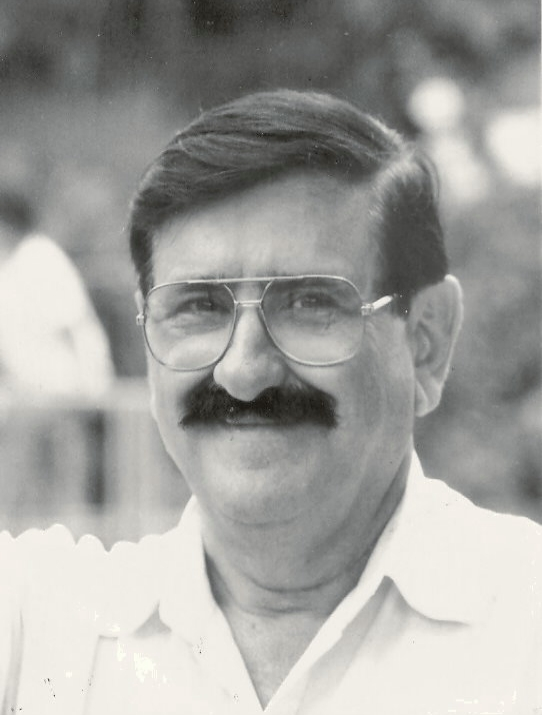
Jorge Singh

Jorge Singh (Martinópolis, 19 de abril de 1937 – Guarulhos, 23 de janeiro de 2018), também conhecido como Singão, foi um político, cirurgião dentista, empresário e especialista em políticas públicas e sociais brasileiro. É conhecido por ter criado a sigla PMDB em 1980.
Filho do imigrante indiano Narain Singh e de Maria de Paula Motta, brasileira, Jorge Singh foi o único filho homem de quatro irmãos. Residiu em Martinópolis até o fim da infância quando migrou para a capital do estado, São Paulo, em meados dos anos 1950. Em 1965, já casado, fixou residência e iniciou a carreira de dentista em Guarulhos, mesmo ano em que começou a participar da vida política do município. Nas décadas de 1970 até 1990 foi vereador por três mandatos e ocupou diversas secretarias municipais, entre elas as de Saúde, Assistência Social e Indústria e Comércio. Dirigiu também a ACIG (Associação Comercial e Industrial de Guarulhos). Lançou o empresário Paschoal Thomeu na política com a campanha "Aceite Por Favor" no ano de 1988. Thomeu elegeu-se prefeito de Guarulhos naquele mesmo ano, fez seu sucessor e foi também deputado estadual. No governo Thomeu, além de secretário municipal, Singh acumulou a Presidência da Defesa Civil de Guarulhos, e atuou ativamente no trágico acidente com o cargueiro da Transbrasil, que caiu próximo ao aeroporto da cidade em 1989 matando vinte e cinco pessoas e ferindo outras cem. No final dos anos 1990 Singh mudou-se de Guarulhos para a cidade vizinha de Santa Isabel onde fundou uma associação de fomento ao turismo e preservação ambiental e também uma rádio comunitária oficial. Foi dirigente no Rotary Club da região.
Formou-se cirurgião dentista em 1962 pela Pontifícia Universidade Católica de Campinas - (PUC-Campinas). Foi durante a época estudantil que conheceu sua vocação para a política atuando junto ao DCE como Diretor de Assistência Social. Foi contemporâneo de Orestes Quércia, José Roberto Magalhães Teixeira e Almir Pazzianotto. Devido aos contatos e atuação nos tempos de universidade, Singh acabou ingressando no MDB no ano de sua fundação, 1966.
Ficou conhecido nacionalmente no meio político quando da criação da sigla PMDB em resposta às modificações feitas durante o governo João Figueiredo na Lei Orgânica dos Partidos Políticos (Lei nº 6.767, de 20 de dezembro de 1979), que extinguiu os dois partidos até então permitidos (ARENA, de situação e o MDB, de oposição), reimplantando o pluripartidarismo, com a proibição de criação de siglas partidárias que não iniciassem com a letra "P". Dirigentes do então MDB se reuniram e discutiram várias novas siglas para a continuidade no novo ambiente pluripartidário mas Singh atuou fortemente para que se mantivesse o já lendário MDB, acrescentando apenas a letra "P" à frente. Sua ideia, simples e eficiente, prevaleceu, com o apoio de Ulisses Guimarães.
Grande admirador de Franco Montoro, Singh o assessorou por diversas vezes, com ideias para campanhas eleitorais como o case "Formiguinhas" e ainda o "Televizinhos", programas de trabalho de base com a militância do partido nas eleições de 1978 e 1982 respectivamente.
Seguindo Montoro, e também membro da corrente "Autênticos" do PMDB, participou na criação do PSDB em 1988, sendo um dos fundadores na comissão provisória em Brasília. Porém acabou não se filiando em definitivo devido a desentendimentos com o então deputado federal José Serra em relação ao posicionamento do novo partido nas eleições municipais daquele mesmo ano. Mesmo não participando diretamente na agremiação tucana, manteve-se presente junto aos antigos colegas, elaborando inclusive uma das logomarcas da campanha de Mário Covas para presidente, em 1989: um tucano estilizado como o mapa de São Paulo misturado com a bandeira do Brasil.

## Premiações
- "Trofeu Guaru 1973" (Profissional Liberal)
- "Trofeu Guaru 1984" (Empresas Inovação) [8]